# Shunsuke Maeda
Shunsuke Maeda (前田 俊介 Maeda Shunsuke?), född 9 juni 1986, är en japansk fotbollsspelare.
I juni 2005 blev han uttagen i Japans trupp till U20-världsmästerskapet 2005.